# Torrskogs socken
Torrskogs socken i Dalsland ingick i Vedbo härad, ingår sedan 1971 i Bengtsfors kommun och motsvarar från 2016 Torrskogs distrikt.
Socknens areal var den 1 januari 1961 171,22 kvadratkilometer, varav 137,29 km² land. År 2000 fanns här 414 invånare. En del av Gustavsfors samt sockenkyrkan Torrskogs kyrka ligger i socknen.   

## Administrativ historik
Socknen har medeltida ursprung.
1 januari 1958 överfördes från Nössemarks socken till Torrskogs socken ett område (Norra Kölviken och Södra Kölviken) omfattande en areal av 43,47 km², varav 33,80 km² land, och med 76 invånare.
Vid kommunreformen 1862 övergick socknens ansvar för de kyrkliga frågorna till Torrskogs församling och för de borgerliga frågorna bildades Torrskogs landskommun. Landskommunen uppgick 1952 i Lelångs landskommun som 1971 uppgick i Bengtsfors kommun.
1 januari 2016 inrättades distriktet Torrskog, med samma omfattning som församlingen hade 1999/2000.
Socknen har tillhört län, fögderier, tingslag och domsagor enligt vad som beskrivs i artikeln Vedbo härad. De indelta soldaterna tillhörde Västgöta-Dals regemente och Tössbo kompani.

## Geografi
Torrskogs socken ligger nordväst om Bengtsfors kring sjöarna Lelång och Stora Le. Socknen har odlingsbygd vid sjöarna och är i övrigt en starkt kuperad sjörik skogsbygd.

## Fornlämningar
Från stenåldern har ett par hällkistor påträffats. Från bronsåldern finns spridda gravrösen. Från järnåldern finns stensättningar.

## Namnet
Namnet skrevs 1531 Torsko. kommer från ett skogsområde med oklar syftning och oklar tolkning av förleden.

## Befolkningsutveckling
| Befolkningsutvecklingen i Torrskogs socken 1780–1990                                                    | Befolkningsutvecklingen i Torrskogs socken 1780–1990 | Befolkningsutvecklingen i Torrskogs socken 1780–1990 | Befolkningsutvecklingen i Torrskogs socken 1780–1990 | Befolkningsutvecklingen i Torrskogs socken 1780–1990 |
| --- | ---------------------------------------------------- | ---------------------------------------------------- | ---------------------------------------------------- | ---------------------------------------------------- |
| |                                                      |                                                      |                                                      |                                                      |
| År |                                                      |                                                      | Folkmängd                                            |                                                      |
| 1780 | 1780                                                 |                                                      | 834                                                  |                                                      |
| 1790 | 1790                                                 |                                                      | 866                                                  |                                                      |
| 1810 | 1810                                                 |                                                      | 938                                                  |                                                      |
| 1820 | 1820                                                 |                                                      | 1 057                                                |                                                      |
| 1830 | 1830                                                 |                                                      | 998                                                  |                                                      |
| 1840 | 1840                                                 |                                                      | 1 323                                                |                                                      |
| 1850 | 1850                                                 |                                                      | 1 576                                                |                                                      |
| 1860 | 1860                                                 |                                                      | 1 722                                                |                                                      |
| 1870 | 1870                                                 |                                                      | 1 867                                                |                                                      |
| 1880 | 1880                                                 |                                                      | 1 798                                                |                                                      |
| 1890 | 1890                                                 |                                                      | 1 799                                                |                                                      |
| 1900 | 1900                                                 |                                                      | 1 667                                                |                                                      |
| 1910 | 1910                                                 |                                                      | 1 479                                                |                                                      |
| 1920 | 1920                                                 |                                                      | 1 414                                                |                                                      |
| 1930 | 1930                                                 |                                                      | 1 424                                                |                                                      |
| 1940 | 1940                                                 |                                                      | 1 301                                                |                                                      |
| 1950 | 1950                                                 |                                                      | 1 073                                                |                                                      |
| 1960 | 1960                                                 |                                                      | 931                                                  |                                                      |
| 1970 | 1970                                                 |                                                      | 602                                                  |                                                      |
| 1980 | 1980                                                 |                                                      | 517                                                  |                                                      |
| 1990 | 1990                                                 |                                                      | 479                                                  |                                                      |
| Anm: Källor: Umeå universitet - Tabellverket 1749-1859, Demografiska databasen, CEDAR, Umeå universitet |                                                      |                                                      |                                                      |                                                      |